# Gare de Sidi Mabrouk
La gare de Sidi Mabrouk est une gare ferroviaire algérienne située sur le territoire de la commune de Constantine, dans la wilaya de Constantine, en Algérie.

## Situation ferroviaire
La gare est située dans le sud de Constantine, sur la ligne d'Alger à Skikda où elle est précédée de la gare de Oued Hamimime et suivie de celle de Constantine.

## Service des voyageurs

### Desserte
La gare de Sidi Mabrouk est desservie par les trains régionaux de la liaison Constantine - Biskra.